# Lufthansa Technik AERO Alzey

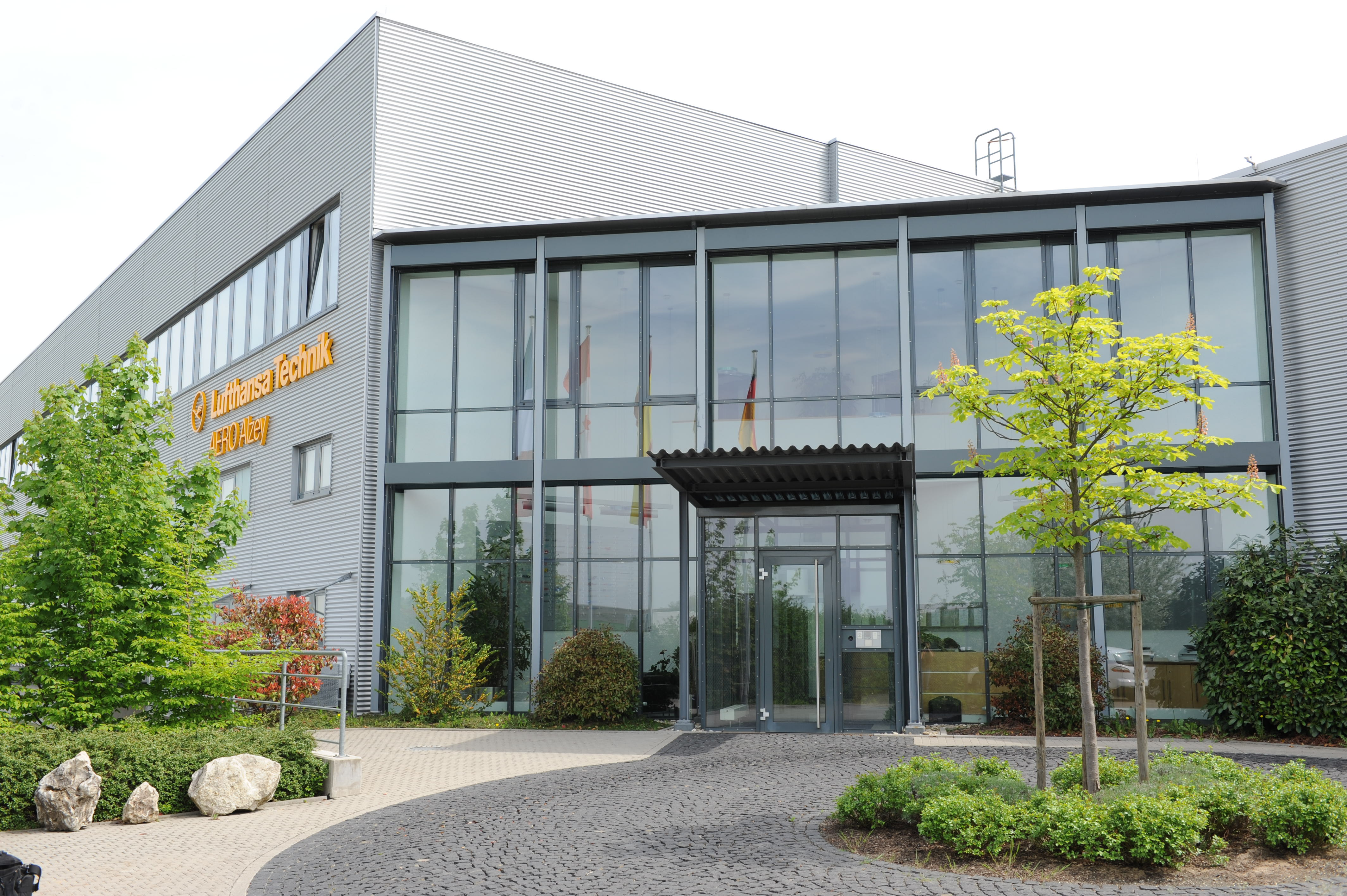
Haupteingang

Die Lufthansa Technik AERO Alzey GmbH ist ein Unternehmen für herstellerunabhängige MRO-Dienstleistungen (Maintenance, Repair & Overhaul) im Bereich der Triebwerksinstandhaltung regional operierender Passagierflugzeuge. Als 100-prozentige Tochtergesellschaft der Lufthansa Technik AG beschäftigt das Unternehmen am rheinhessischen Stammwerk in Alzey auf 22.000 Quadratmetern ca. 700 Mitarbeiter.
Das international operierende Unternehmen ist sowohl in Besitz der US-amerikanischen FAA-, der europäischen EASA 145 als auch weiterer nationaler Zulassungen. Seit 1996 ist das Unternehmen Mitglied der European Regions Airline Association (ERA), der Regional Airline Association (RAA) sowie der Regional Aviation Association of Australia (RAAA). Der Beitritt zur National Business Aviation Association (NBAA) erfolgte im Jahr 1997.

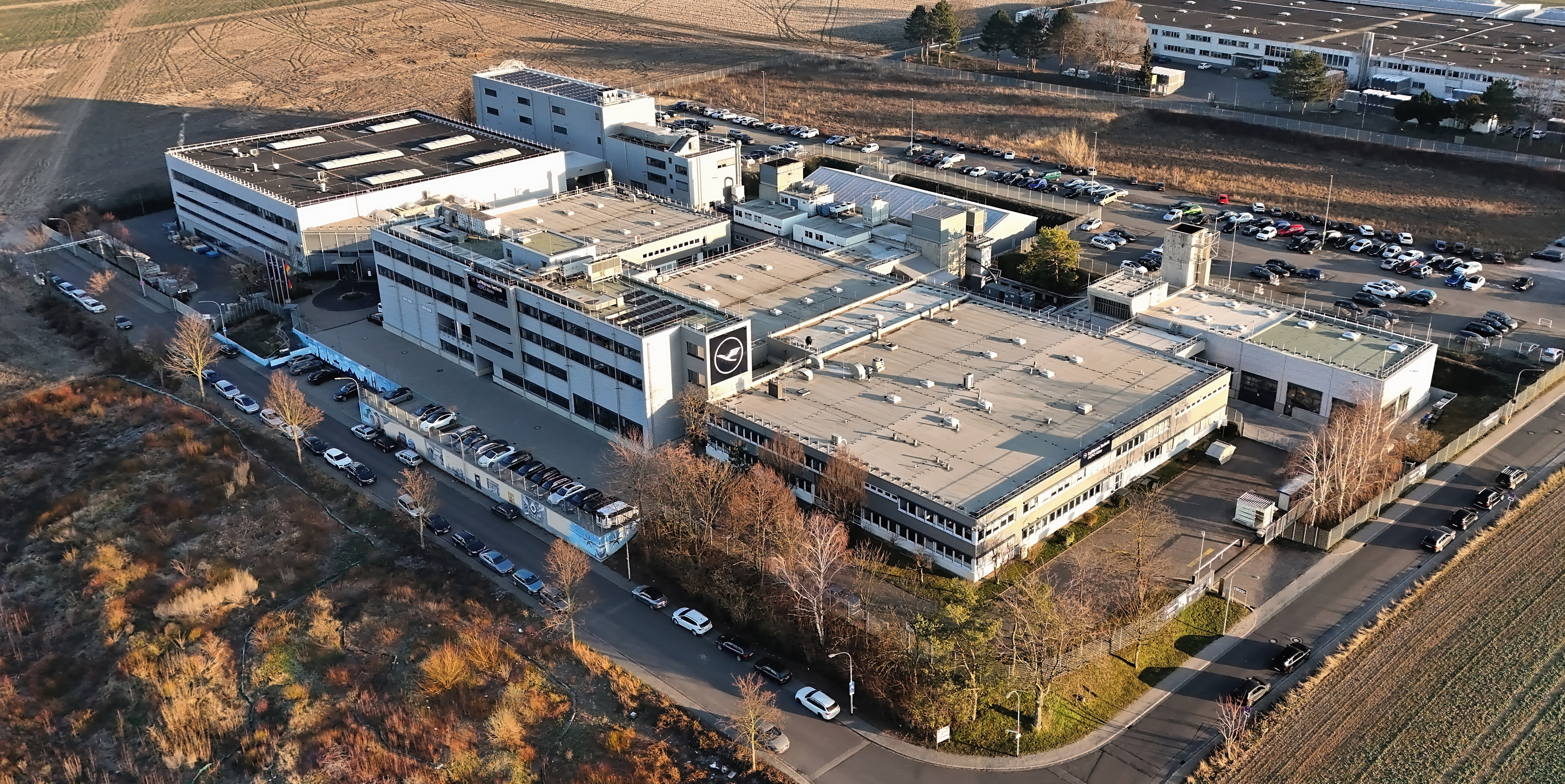
Betriebsgelände heute

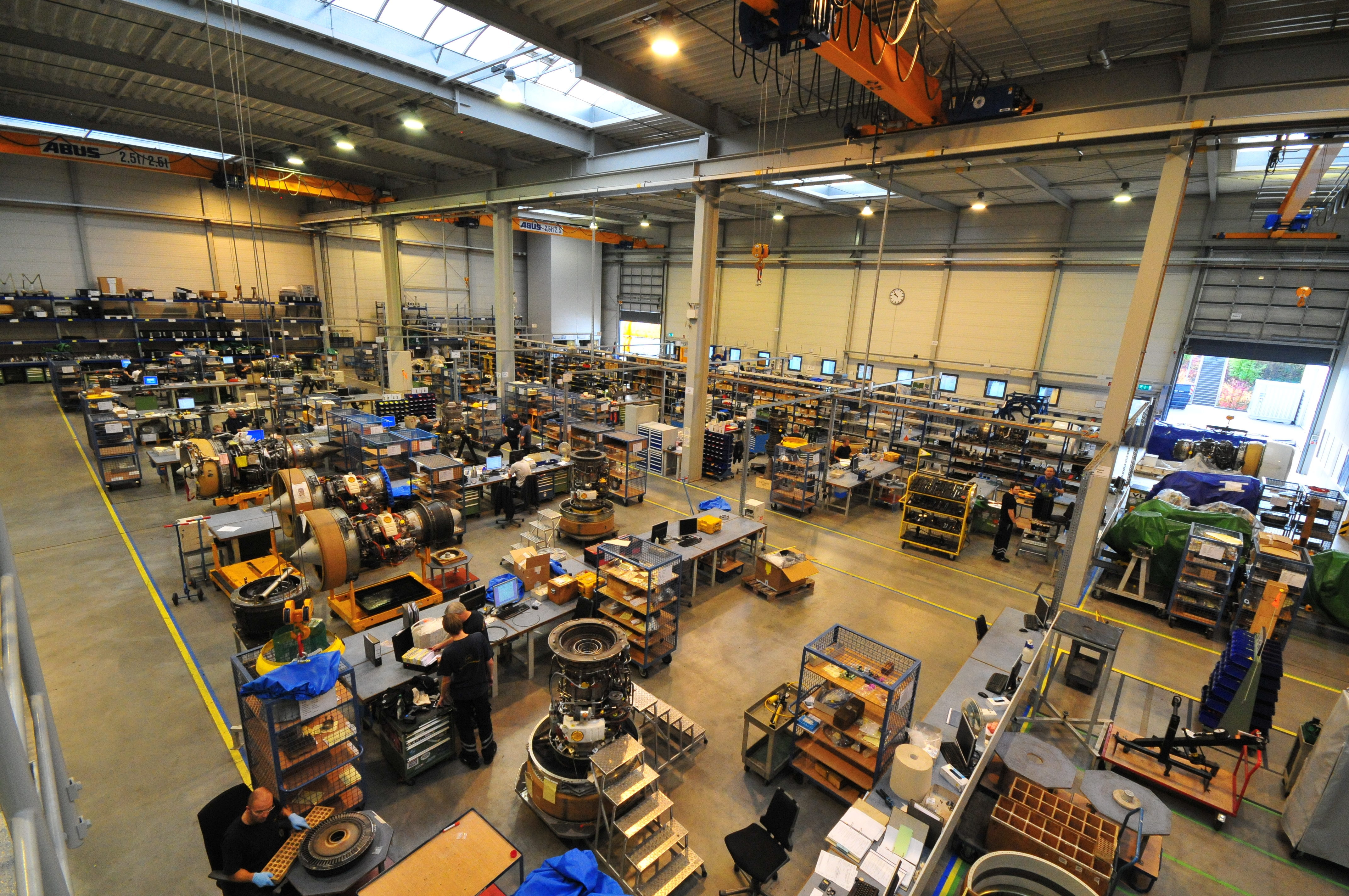
Produktionshalle

## Geschäftsfelder und Produkte
Als lizenzierter und herstellerzugelassener Reparatur- und Instandhaltungsbetrieb (Designated Overhaul Facility) ist das Unternehmen berechtigt, folgende Flugtriebwerke instand zu setzen und zu modifizieren:
Pratt & Whitney Canada:

- PW100-Turbopropeller-Familie (Einsatzflugzeug: Fokker 50, ATR 42, ATR 72 u. a.)
- PW150-Turbopropeller-Familie (Einsatzflugzeug: De Havilland DHC-8-400)
- PW1500G (Airbus A220-100/300)

General Electric:

- CF34-1A (Einsatzflugzeug: Bombardier Challenger 600 Serie)
- CF34-3 (Einsatzflugzeug: Bombardier Challenger Serie, Bombardier CRJ200 u. a.)
- CF34-8 (Einsatzflugzeug: Bombardier CRJ700 / 900 / 1000, Embraer 170 / 175)
- CF34-10E (Einsatzflugzeug: Embraer 190 / 195 u. a.)
- Passport 20 (Einsatzflugzeug Business Jet Global 7500)

Zu den angebotenen Serviceleistungen zählen vollumfängliche Engineering Services, Engine Lease Services, ein mobiler On-Site Service inkl. 24h/7 AOG (Aircraft on Ground) Notfall-Service an 365 Tagen im Jahr und die Versorgung mit Ersatz- und Einzelteilen.

## Ausbildung
Als Ausbildungsbetrieb betreut das Unternehmen Auszubildende im technischen Bereich. Das Ausbildungsangebot der Lufthansa Technik AERO Alzey GmbH beinhaltet die Ausbildung zum Fluggerätmechaniker mit Fachrichtung Triebwerkstechnik, Zerspanungsmechaniker, Kaufmann/ -frau für Büromanagement, Industriekaufleute, Fachinformatiker, Fachkraft für Lagerlogistik.

## Geschichte
Das Unternehmen wurde im August 1987 als DLT A.E.R.O. Services GmbH von der DLT als Reparatur- und Instandhaltungsbetrieb gegründet und beschäftigte zunächst sieben Mitarbeiter. Im August 1988 erhielt das Unternehmen die Zulassung als luftfahrttechnischer Instandhaltungsbetrieb für Triebwerke vom Typ PW100. Bis zur Fertigstellung der ersten Werkshalle im Oktober 1988 wurden zunächst Board Trolleys in angemieteten Räumlichkeiten instand gesetzt. Im Oktober 1988 absolvierte ein PW123B des Kunden DLT den ersten Testlauf auf dem hauseigenen Prüfstand.
Im Jahr 1990 feierte das auf 136 Mitarbeiter angewachsene Unternehmen das 100ste Triebwerk auf dem Werksgelände. Im Jahr 1991 erhielt die DLT A.E.R.O. Services GmbH die Zulassung zur Reparatur und Überholung des Triebwerksmusters CF34-3 von General Electric (GE) und der Hilfsturbine PW901A der Boeing 747 des Herstellers Pratt & Whitney Canada. Die Produktionsstätte wurde in diesem Jahr um eine dritte Halle erweitert.
Nach einer Kapitalerhöhung der Muttergesellschaft DLT im Jahr 1992 wurde die Deutsche Lufthansa AG mit einem Anteil von 52 % Mehrheitseigner des Unternehmens, das fortan als Lufthansa Cityline firmierte und 1993 vollständig durch die Lufthansa AG übernommen wurde. Die geänderten Eigentümerverhältnisse der Muttergesellschaft führten 1992 ebenso in Alzey zu einer Änderung des Firmennamens in Lufthansa CityLine A.E.R.O. GmbH. Nach dem Zusammenschluss der europäischen Aufsichtsbehörden zur Joint Aviation Authorities (JAA) erfolgte die JAA-Zulassung LBA.0015 im Jahr 1993. Ein Jahr später ermöglichte die Zulassung der US-amerikanischen Luftfahrtbehörde FAA unter der Zulassungsnummer L7AY586J auf dem US-amerikanischen Markt tätig zu werden. Am 1. Januar 1994 trat die Lufthansa Commercial Holding GmbH als beherrschendes Unternehmen an Stelle der Lufthansa CityLine, woraus eine weitere Namensänderung in Lufthansa A.E.R.O. GmbH resultierte. Seit dem 1. Januar 1995 befindet sich das Unternehmen im Besitz der Lufthansa Technik AG. Im September 1998 wurde das 1000ste instandgesetzte Triebwerk von 200 Mitarbeitern gefeiert.
Im Jahr 2002 erhielt das Unternehmen die Zulassung als Reparatur- und Überholungsbetrieb für die Triebwerksserie General Electric CF34-8. Mit der Reorganisation der europäischen Luftfahrtbehörde änderte sich der Zulassungs-Standard für luftfahrttechnische Betriebe auf den EASA-Standard 145, der dem Unternehmen im Jahr 2004 erteilt wurde.

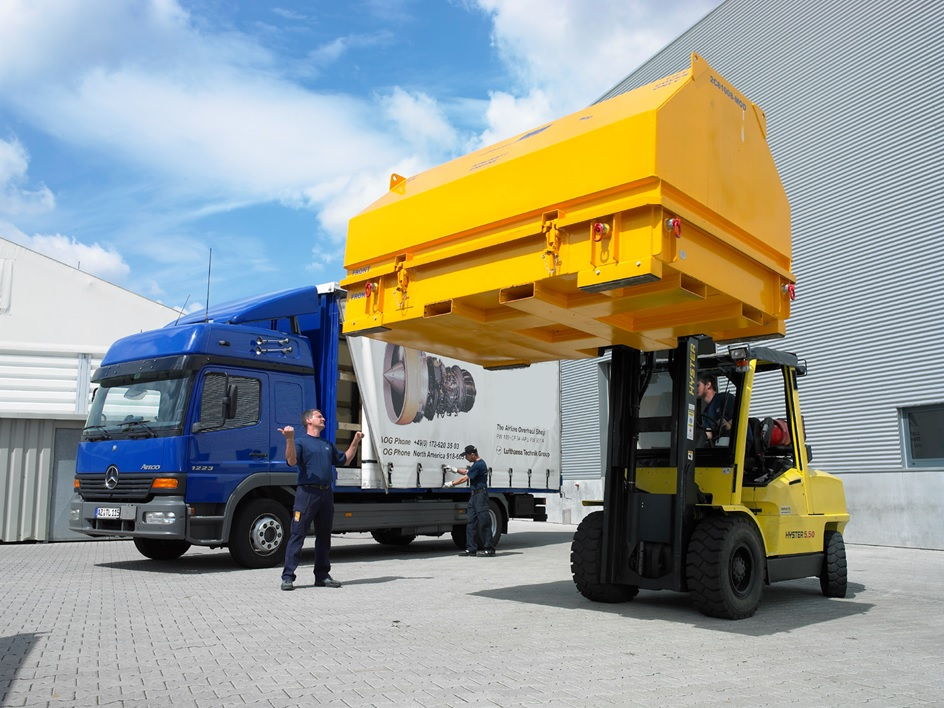
Verladung eines Lease Triebwerks

Seit 2005 ist Lufthansa Technik AERO Alzey eine Designated Overhaul Facility für das Turbopropeller-Triebwerk PW150 von Pratt & Whitney Canada. Mit der Namensänderung im Jahr 2006 in Lufthansa Technik AERO Alzey rückt das Unternehmen auch namentlich näher an die Muttergesellschaft. Die Eingliederung in die LHT Product Division „Engines“ folgte 2007.
Im Jahr 2010 wurde das 3000ste Pratt-&-Whitney-Canada-PW100-Event absolviert. Mit der Einführung des General Electric CF34-10 wurde das CF34-Serviceportfolio komplettiert.

## Lease Engine Portfolio
Lufthansa Technik AERO Alzey verfügt über einen Engine Lease Pool von mehr als 50 Triebwerken, die 100 Kunden weltweit zur Verfügung gestellt werden.
| General Electric Engines | Pratt & Whitney Engines |
| ------------------------ | ----------------------- |
| CF34-3A                  | PW 118A                 |
| CF34-3A1                 | PW 119B                 |
| CF34-3B                  | PW 119C                 |
| CF34-3B1                 | PW 120A                 |
| CF34-8C                  | PW 121                  |
| CF34-8E                  | PW 123                  |
| CF34-10E                 | PW 124B                 |
|                          | PW 125B                 |
|                          | PW 127                  |
|                          | PW 127F                 |
|                          | PW 127M                 |
|                          | PW 150A                 |

## Luftfahrttechnische Zertifizierungen
Als luftfahrttechnischer Betrieb ist das Unternehmen im Besitz nationaler und internationaler Zulassungen.
| Europa                    | Nord- und Südamerika         | Asien und Australien                 | Afrika und Naher Osten           |
| ------------------------- | ---------------------------- | ------------------------------------ | -------------------------------- |
| EASA Part 145 Certificate | FAA Certificate              | China Maintenance – CAAC Certificate | Bahrain - CAA Certificate        |
| Germany – LBA Certificate | Argentina – ANAC Certificate | Philippines – ATO Certificate        | Saudi Arabia – PCA Certificate   |
|                           | Brazil – ANAC Certificate    | Thailand – DCA Certificate           | Jordan – JCARC Certificate       |
|                           |                              | Laos – AMO Certificate               | Kenya – KCAA Certificate         |
|                           |                              | Myanmar – DCA Certificate            | Oman – DGSAS Certificate         |
|                           |                              | Vietnam – CAAV Certificate           | South Africa – SACAA Certificate |
|                           |                              |                                      | Yemen – CAMA Certificate         |
|                           |                              |                                      | Zimbabwe – CAA Certificate       |